# Pietro Filippo Scarlatti
Pietro Filippo Scarlatti (ur. 5 stycznia 1679 w Rzymie, zm. 22 lutego 1750 w Neapolu)  – włoski kompozytor, organista i chórmistrz działający w okresie baroku.
Urodził się w Rzymie jako najstarszy syn Alessandra Scarlattiego. Brat Domenico Scarlattiego. Rozpoczął swoją karierę muzyczną w 1705 roku, obejmując posadę dyrygenta chóru w katedrze w Urbino. W 1708 roku wyruszył z ojcem do Neapolu, gdzie został organistą na tamtejszym dworze. Jego twórczość obejmowała głównie utwory organowe (toccaty) i wokalne (oratoria). Skomponował też operę Clitarco, wystawioną w Neapolu w 1728 roku.